# Canal de Nidau-Büren
Le canal de Nidau-Büren, en allemand : Nidau-Büren-Kanal, est un canal situé en Suisse dans le Seeland, concentrant les eaux de l'Aar.

## Histoire
Le canal a été creusé lors des travaux de la première correction des eaux du Jura. Auparavant, l'Aar passait par Aarberg et Büren an der Aare, à environ sept ou huit kilomètres sur l'est du lac de Bienne. Dans les alentours de Büren, il était rejoint par la Thielle, rivière émissaire du lac de Bienne. Lors de la correction des eaux du Jura, le canal de Hagneck a été creusé entre Aarberg et le lac de Bienne afin de déverser l'Aar et toutes ses alluvions dans le Lac de Bienne.
Le canal de Nidau-Büren a été creusé entre Nidau et Büren an der Aare pour accueillir le débit supplémentaire du lac de Bienne dû aux eaux de l'Aar. Il concentre donc les eaux de l'Aar.
Le niveau des eaux des trois lacs du  Seeland est contrôlé par le barrage de régulation de Port, construit au travers du canal entre  Port et Brügg, en aval de Nidau.
Un segment de rivière nommé Alte Zihl ou simplement Zihl (français « ancienne Thièle » ou « ancienne Thielle »), relie l’extrémité nord du lac de Bienne au canal de Nidau-Büren, séparant les communes de Nidau, Bienne, Brügg et Port au long de ses 2 km.

## Source
- [PDF] Daniel L.Vischer, Histoire de la protection contre les crues en Suisse, Rapports de l'OFEG, Séries Eaux, 2003.